# Cerro Chirripó
Le Cerro Chirripó ou Chirripó Grande est le point culminant du Costa Rica, à 3 820 m d'altitude.
Il fait partie de la cordillère de Talamanca, et appartient plus précisément au páramo de cette chaîne de montagnes. Cet étage, qui commence vers les 3 000 m, est marqué par un microclimat andin qui détermine une faune et une flore adaptées, en partie apparentées à celles des Andes.
Non loin du Cerro Chirripó se dressent les Crestones, remparts rocheux faits de brèches volcaniques (dépôts soudés de matériaux peu homogènes), témoins d'une très ancienne activité volcanique qui précéda l'orogenèse de la cordillère.

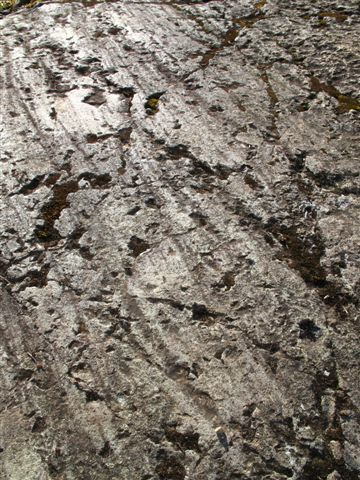
Traces d'érosion glaciaire.

Les environs du Cerro Chirripó portent également les traces d’une glaciation, dont la date est estimée à 25 000 ans BP : surfaces rocheuses polies et striées par le passage des glaciers, lacs et cuvettes de surcreusement, dépôts morainiques.

## Parc national du Chirripó
Le Cerro Chirripó a donné son nom au parc national dont il fait partie.
Le parc national du Chirripó fut officiellement créé le 19 août 1975, avant d'être agrandi le 31 mars 1982. Le parc fut déclaré Réserve de biosphère par l’Unesco en 1982, et inscrit au Patrimoine mondial en 1983. Il englobe un espace de 50 150 hectares, et fait partie du parc international La Amistad (qui s'étend de part et d'autre de la frontière entre le Costa Rica et le Panamá),.

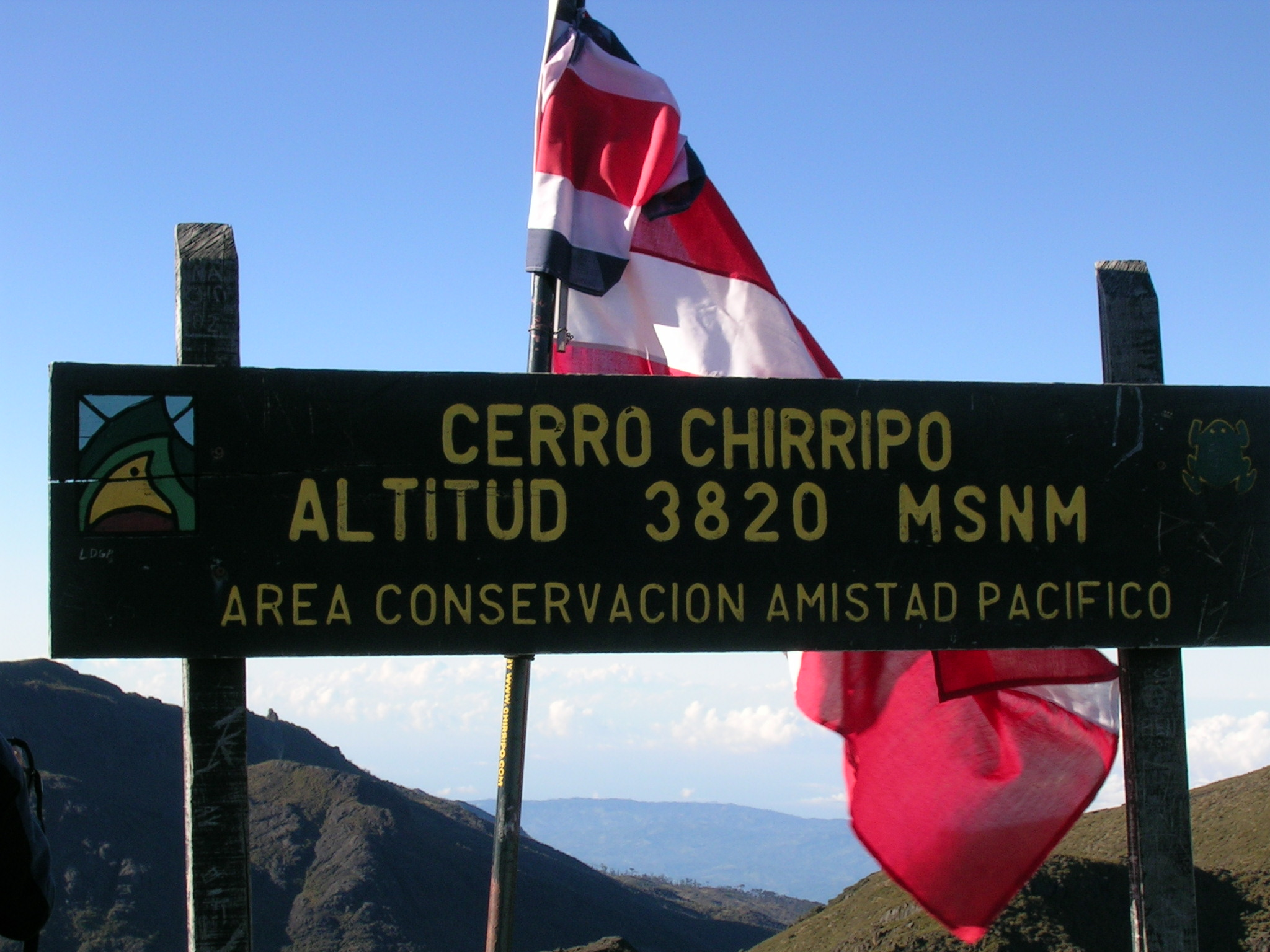
Panneau au sommet du Cerro Chirripó.

Le parc national du Chirripó protège le bassin supérieur du río Chirripó Pacífico, et des affluents du bassin du río Grande de Térraba, ainsi que le bassin supérieur du río Chirripó Atlántico, principal affluent du río Matina.